# ワレーリ・ロズデストベンスキー
ワレーリ・イリイチ・ロズデストベンスキー（ロシア語: Вале́рий Ильи́ч Рожде́ственский、1939年2月13日 - 2011年8月31日）はソビエト連邦の宇宙飛行士。

## 経歴
1961年にプーシキンの海軍高等軍事工業学校を卒業、その後バルチック艦隊内の深海ダイビングのコマンダーとして勤める。
1965年10月23日に宇宙飛行士に選抜され、ソユーズ23号にフライト・エンジニアとして搭乗した。
1986年6月24日に引退し、後にガガーリン宇宙飛行士訓練センターで勤務した。